# Elecciones presidenciales de Mauritania de 2009
Las Elecciones presidenciales en Mauritania de 2009 tuvieron lugar el 18 de julio de dicho año. En estas elecciones no hubo necesidad de balotaje, ya que el candidato del Partido Unión por la República, Mohamed Ould Abdel Aziz, logró la mayoría absoluta en la primera vuelta con un total de 52,54%. En estos comicios se presentaron hasta el final 9 candidatos. Hubo un décimo, Sghair Ould M'Bareck, se retiró de las elecciones, pero su nombre se mantuvo en la boleta electoral y obtuvo un 0,25% de los votos.